# Салихов, Александр Яковлевич
Александр Яковлевич Салихов (19 февраля 1895, Москва — 2 октября 1984, Краснополье, Кимовский район, Тульская область, СССР) — председатель колхоза «Новый путь» Кимовского района Московская область. Герой Социалистического Труда (07.04.1949).

## Биография
Родился 19 февраля 1895 года в городе Москва. Русский.
В 1929 году из шести бедняцких хозяйств организовал колхоз «Новый путь» Михайловского (с 1930 года – Кимовского) района Московской (в 1937-1942 и с 1957 года – Тульской) области. Первое время в колхозе было всего 12 гектаров земли и никакого скота. Но благодаря мудрости Александра Яковлевича и упорному труду колхозников, хозяйство быстро развивалось, и уже через 6 лет колхоз был занесён на областную доску почёта в Москве и удостоен премией – грузовой машиной.
В 1937 году в колхозе появляется механизированная крупорушка межрайонного значения, звероферма по выращиванию чёрно-бурых лисиц, клуб, хата-лаборатория, медпункт, школа, свиноферма. Было организовано производство кирпича и черепицы. В хозяйстве выращивались овощи, давал свои плоды фруктовый сад, имелась пасека на 200 пчелосемей. На всей посевной площади сеялись сортовые посевы.
В 1939 году колхоз «Новый путь» Кимовского района за высокие достижения стал участником Всероссийской сельскохозяйственной выставки (ВСХВ) в Москве, на которой колхоз был удостоен Диплома выставки, премии в 10 тысяч рублей и подарка в виде легкового автомобиля. 
В начале 1941 года первым в списке от имени колхозников, возглавляемого им хозяйства, подписал обращение «ко всем колхозникам и колхозницам Кимовского района» об активном участии каждого в соцсоревновании, взятии каждым конкретных задач и обязательном их достижении.
Начавшаяся Великая Отечественная война помешала достичь новых трудовых успехов. Всего за годы войны из Краснополья призвали на фронт 210 жителей (каждый второй из них погиб). С первых дней войны колхоз сдал в фонд обороны 3 грузовых автомобиля, 64 лошади с повозками, пожарную мотопомпу, запряжённую двумя лошадьми (всего за годы войны колхоз передал для фронта 157 коней). В селе был организован истребительный отряд, который возглавил А. Я. Салихов. В него вошли 15 сельчан. По ночам они дежурили в сельсовете, проверяли несение службы сторожами, охранявшими колхозное добро, документы у подозрительных лиц, следили за воздушной обстановкой.
Колхоз регулярно выделял людей на строительство оборонительных рубежей и другие работы, связанные с нуждами армии.
Почти каждую неделю в село приходили «похоронки». Вот что вспоминал об этом А. Я. Салихов: 

«Бывало, прихожу с этой вестью, как могу, поддержу словами сочувствия, пообещаю от имени правления колхоза, что будем по возможности оказывать помощь семье, посижу некоторое время и уйду, оставляя в этом доме частичку своего сердца... Поплачет бедная мать о сыне, жена о муже, а наутро вся опухшая от слез идёт на работу»— 
.
В 1944 году в домах Краснополья зажглись электрические лампочки, началось применение электричества в сельскохозяйственном производстве.
После войны было необходимо быстро восстанавливать разрушенное хозяйство. И трудолюбие жителей села, упорство руководителя постепенно привели к положительным результатам. Ежегодно колхоз перевыполнял планы по сдаче государству зерна, картофеля и овощей. В 1948 году руководимый им колхоз получил 11,7 тонны свинины в живом весе на 960 гектаров закреплённой за колхозом облагаемой пашни.
Указом Президиума Верховного Совета СССР от 7 апреля 1949 года за получение высокой продуктивности животноводства в 1948 году при выполнении колхозом обязательных поставок сельскохозяйственных продуктов и плана развития животноводства по всем видам скота Салихову Александру Яковлевичу присвоено звание Героя Социалистического Труда с вручением ордена ордена Ленина и золотой медали «Серп и Молот».
Многие годы избирался депутатом Московского и Тульского областных Советов депутатов трудящихся, входил в состав депутатов Кимовского района, являлся депутатом Краснопольского сельского Совета.
Проработав более 25 лет в должности председателя колхоза «Новый путь», в 1956 году вышел на заслуженный отдых и был удостоен персональной пенсии союзного значения, но не позволял себе отсиживаться дома. Его часто видели в поле, на фермах, в колхозных мастерских, в местной школе. 
Жил в селе Краснополье Кимовского района. Умер 2 октября 1984 года.

## Награды
- Золотая медаль «Серп и Молот» (07.04.1949)
- Орден Ленина (07.04.1949)

- Медаль «В ознаменование 100-летия со дня рождения Владимира Ильича Ленина» (6 апреля 1970)
- Медаль «За трудовую доблесть»
- Медаль «За оборону Москвы»
- Медаль «За доблестный труд в Великой Отечественной войне 1941—1945 гг.»
- Медаль «Ветеран труда»

## Память
- На могиле установлен надгробный памятник.
- Имя А. Я. Салихова носит Краснопольская основная общеобразовательная школа[4].